# Pálfa
Pálfa là một thị trấn thuộc hạt Tolna, Hungary. Thị trấn này có diện tích 34,74 km², dân số năm 2010 là 1575 người, mật độ 45 người/km².